# Théodore Zué Nguéma
Pour les articles homonymes, voir Nguema.
Théodore Zué Nguéma est un footballeur gabonais né le 9 novembre 1973 à Libreville et mort le 5 mai 2022 à Bata en Guinée-Équatoriale. Il est l’un des meilleurs buteurs de l’histoire de l’équipe du Gabon de football avec 31 réalisations.

## Carrière
- 1990–1991 : Santé Sports Oyem ( Gabon)
- 1991–1996 : USM Libreville ( Gabon)
- 1996–1997 : Mbilinga FC ( Gabon)
- 1997–1998 : SCO Angers ( France)
- 1998–1999 : ES Zarzis ( Tunisie)
- 1999–2001 : Sporting Braga ( Portugal)
- 2002–2003 : 105 Libreville ( Gabon)
- 2004–2007 : Delta Téléstar FC ( Gabon)[3]

## Palmarès
- Coupe du Gabon (3) :
  - Vainqueur : 1991, 1997 et 2006.
- Championnat du Gabon (1) :
  - Champion :  1996.
- Coupe UNIFFAC (1) :
  - Vainqueur : 2004.